# Friedrich Dürrenmatt
Friedrich Dürrenmatt (Stalden im Emmental, 5 gennaio 1921 – Neuchâtel, 14 dicembre 1990) è stato uno scrittore, drammaturgo e pittore svizzero.

## Biografia
Dopo un'infanzia piuttosto movimentata, durante la quale ebbe già problemi di alcolismo, droga e fumo, si diplomò nel 1941 e studiò filosofia e lingue germaniche a Zurigo e a Berna. Dopo la seconda guerra mondiale, ispirato dalla lettura di Lessing, Kafka e Brecht, iniziò a scrivere racconti brevi e pezzi teatrali. Le sue prime opere sono ricche di elementi macabri e oscuri, trattano di omicidi, torture e morte.
Il suo esordio in teatro con Es steht geschrieben (Sta scritto) provocò uno scandalo che gli procurò notorietà anche oltre i confini svizzeri. Nel 1947 sposò l'attrice Lotti Geissler. Nei primi anni cinquanta si mantenne scrivendo romanzi come Il giudice e il suo boia (Der Richter und sein Henker) e Il sospetto (Der Verdacht), che vennero pubblicati a puntate nei giornali. Nel 1956 ottenne fama internazionale con il dramma La visita della vecchia signora (Der Besuch der alten Dame). Il dramma venne rappresentato a New York, Roma, Londra e Parigi e vinse numerosi riconoscimenti. Altri drammi di successo furono I fisici (Die Physiker) e La meteora (Der Meteor) rispettivamente degli anni 1963 e 1966.
Negli anni settanta e ottanta divenne attivo politicamente, mettendosi in luce come  critico della società contemporanea con saggi, conferenze e discorsi celebrativi come: "Sätze aus Amerika" (Frasi dall'America), l'articolo "Ich stelle mich hinter Israel" (Io sto con Israele), il discorso pubblico in occasione del centesimo anniversario della nascita di Albert Einstein e, poco prima di morire, due discorsi con il titolo "Kants Hoffnung" (La speranza di Kant), uno dei quali, in onore di Václav Havel, aveva come titolo: "Die Schweiz - ein Gefängnis" (La Svizzera - una prigione). Visitò gli Stati Uniti, Israele, la Polonia e il campo di concentramento di Auschwitz. Anche per questi motivi, Dürrenmatt è stato spiato dalla "Bundespolizei", la polizia federale elvetica, assieme ad altri 800 000 cittadini di simpatie progressiste. Lo scrittore lo sospettava da tempo, tanto che, nel 1966, disse che "la Svizzera sta diventando uno Stato poliziesco con una facciata democratica". Nel 1983 muore sua moglie e nel 1984 si sposa con l'attrice e produttrice Charlotte Kerr. Muore il 14 dicembre 1990 in seguito alle conseguenze di un infarto; solamente un anno prima aveva pubblicato la sua ultima opera: La valle del Caos. A Neuchâtel, la città della Svizzera dove l'autore ha vissuto l'ultimo periodo della sua vita, nel 2000 è stato creato il Centre Dürrenmatt Neuchâtel, un centro interdisciplinare sorto intorno alla casa dello scrittore, che raccoglie anche gran parte dei suoi dipinti.

## I temi e il pensiero
Insieme al connazionale Max Frisch, Dürrenmatt è stato protagonista del rinnovamento del teatro di lingua tedesca, trattando in chiave grottesca i problemi della società contemporanea e smascherando le meschinità nascoste dalla facciata perbenista della società svizzera.
Anche la produzione letteraria di Dürrenmatt è sempre stata caratterizzata da una pungente satira e spirito critico nei confronti della società. Oltre a numerosi racconti, fra cui spiccano La morte della Pizia, L'eclissi di luna, La panne, Il Minotauro, Natale, sono di grande interesse i già citati romanzi Il sospetto, La promessa, Il giudice e il suo boia, nei quali, attraverso il sapiente utilizzo di trame investigative, intende dimostrare una tesi ben precisa: il caso governa i destini umani. Per Dürrenmatt l'accurata costruzione di una rete chiusa di eventi fittizi nella trama di un romanzo, a maggior ragione romanzo poliziesco, dimostra di non essere un valido specchio del reale e di essere una costruzione intellettuale debole.
Tema centrale nella produzione dell'autore è anche il concetto di giustizia. Per Dürrenmatt il complesso poliziesco-giudiziario, nei suoi meccanismi di indagine e di giudizio, è incapace di cogliere il senso più autentico della verità umana. Ciò che spesso sfugge alla giustizia dei tribunali può essere eticamente condannabile, o viceversa. Il racconto La panne. Una storia ancora possibile è un mirabile esempio di un rovesciamento di situazione del protagonista nei confronti del concetto di giustizia, presente anche in altre opere dell'autore.
Piero Raffa riferisce del parallelo tra Frank V di Dürrenmatt e L'opera da tre soldi di Brecht, stabilito dalla critica a partire da Hans Mayer. «Comune è il linguaggio parodistico-cabarettistico e il tema, incentrato sulla metafora banchieri-gangsters, che Brecht ha usato anche in altre occasioni. [...] Il "folklore" dell'epoca individualistica del crimine è fuori moda; il capitalista può permettersi il lusso di essere un borghese "buono" e còlto, continuando tuttavia a fare (...) ciò che faceva prima. Le somiglianze di significato col crimine "collettivo" de La visita della vecchia signora sono evidenti».

## La pittura
Dürrenmatt è stato anche pittore, seguendo una passione mantenuta per tutta la vita, parallelamente all'attività di scrittore e drammaturgo.
I suoi dipinti si rifanno soprattutto a motivi mitologici o religiosi, come ad esempio il Minotauro o la Crocifissione, o la Torre di Babele. La sua pittura risente dell'influsso degli espressionisti, ma anche di artisti come Giovanni Battista Piranesi o Francisco Goya.
In molte opere, specie nelle caricature e nei ritratti, è presente un humour nero, spesso offensivo nei confronti della "vittima" e una tagliente critica alle ipocrisie della società.

## Opere

### Romanzi
- Il giudice e il suo boia (Der Richter und sein Henker, 1952), trad. di Enrico Filippini, Milano, Feltrinelli, 1960; trad. di Donata Berra, Milano, Adelphi, 2015.
- Il sospetto (Der Verdacht, 1951-1952), trad. di Enrico Filippini, Milano, Feltrinelli, 1960.
- Greco cerca greca (Grieche sucht Griechin. Eine Prosakomödie, 1955), traduzione di Mario Spagnol, Milano, Feltrinelli, 1963; Collana Nuovi Coralli, Torino, Einaudi, 1975; trad. di Margherita Belardetti, Collana Fabula n.410, Milano, Adelphi, 2024, ISBN 978-88-459-3933-4.
- La promessa. Un requiem per il romanzo giallo (Das Versprechen. Requiem auf den Kriminalroman, 1957), trad. di Silvano Daniele, Milano, Feltrinelli, 1959; Torino, Einaudi, Torino, 1975. [il testo fu sviluppato nel 1985 sulla Neue Zürcher Zeitung]
- Giustizia (Justiz, 1985), trad. di Giovanna Agabio, Milano, Garzanti, 1986; Milano, Marcos y Marcos, 2005; Milano, Adelphi, 2011.
- L'incarico (Der Auftrag, 1986), trad. di Giovanna Agabio, Milano, Garzanti, 1987; Milano, Marcos y Marcos, 2004; trad. di Giovanna Agabio e Roberto Cazzola, Milano, Adelphi, 2012.
- La valle del caos (Durcheinandertal 1989), trad. di Giovanna Agabio, Torino, Einaudi, 1990.
- Il pensionato. Frammento di romanzo poliziesco (Der Pensionierte, 1995), trad. di Cristina Pietra e Anna Ruchat, Bellinzona, Casagrande, 2000. [pubblicato postumo, incompiuto]

### Racconti e novelle
- 1942 - Natale, trad. di Umberto Gandini, in Racconti, Milano, Feltrinelli, 1988.
- 1943 - Il torturatore, trad. di Umberto Gandini, in Racconti, Milano, Feltrinelli, 1988.
- 1943 - La salsiccia, trad. di Umberto Gandini, in Racconti, Milano, Feltrinelli, 1988.
- 1943 - Il figlio, trad. di Umberto Gandini, in Racconti, Milano, Feltrinelli, 1988.
- 1945 - Il vecchio (Der Alte), trad. di Umberto Gandini, in Racconti, Milano, Feltrinelli, 1988.
- 1945 - Il ritratto di Sisifo, trad. di Umberto Gandini, in Racconti, Milano, Feltrinelli, 1988.
- 1945 - Il direttore del teatro, trad. di Umberto Gandini, in Racconti, Milano, Feltrinelli, 1988.
- 1946 - La trappola, trad. di Umberto Gandini, in Racconti, Milano, Feltrinelli, 1988.
- 1946 - Pilato, trad. di Umberto Gandini, in Racconti, Milano, Feltrinelli, 1988.
- 1947 - La città, trad. di Umberto Gandini, in Racconti, Milano, Feltrinelli, 1988.
- 1947 - Il cieco (Der Blinde), trad. di Rolando Zorzi, Milano, Garzanti, 1991.
- 1949 - Notizie sullo stato dell'informazione nell'età della pietra, trad. di Umberto Gandini, in Racconti, Milano, Feltrinelli, 1988.
- 1951 - Il cane. Un racconto (Der Hund), trad. di Umberto Gandini, in Racconti, Milano, Feltrinelli, 1988.
- 1952 - Die Stadt. Prosa I–IV, Arche, Zürich. [contiene 9 racconti scritti fra il 1942 e il 1946, incluso Der Tunnel]
- 1952 Il tunnel. Un racconto (Der Tunnel), trad. di Umberto Gandini, in Racconti, Milano, Feltrinelli, 1988.
- 1952 - Dalle annotazioni d'un guardiano, trad. di Umberto Gandini, in Racconti, Milano, Feltrinelli, 1988.
- 1953 - Soggiorno in una piccola città. Frammento, trad. di Umberto Gandini, in Racconti, Milano, Feltrinelli, 1988.
- 1954 - Ercole e le scuderie di Augia (Herkules und der Stall des Augias) [mai tradotto in italiano]
- 1956 - La panne (Die Panne. Eine noch mögliche Geschichte), trad. di Umberto Gandini, in Racconti, Milano, Feltrinelli, 1988; col titolo La panne. Una storia ancora possibile, trad. di Eugenio Bernardi, Torino, Einaudi, 1972; Milano, Adelphi, 2014.
- 1957 - La vacanza di Mister X. Frammento, trad. di Umberto Gandini, in Racconti, Milano, Feltrinelli, 1988.
- 1961-1976 - Smithy, trad. di Umberto Gandini, in Racconti, Milano, Feltrinelli, 1988.
- 1963 - Die Heimat im Plakat. Ein Buch für Schweizer Kinder, Diogenes, Zürich.
- 1970 - Sätze aus Amerika [mai tradotto in italiano]
- 1971 - La caduta (Der Sturz), trad. di Umberto Gandini, in Racconti, Milano, Feltrinelli, 1988.
- 1974-1978 - Abu Chanifa e Anan Ben David, trad. di Umberto Gandini, in Racconti, Milano, Feltrinelli, 1988.
- 1975-1981 - La guerra invernale del Tibet (Der Winterkrieg in Tibet), trad. di Umberto Gandini, in Racconti, Milano, Feltrinelli, 1988; La guerra invernale nel Tibet, trad. di Donata Berra, Milano, Adelphi, 2017.
- 1975-1981 - Eclisse di Luna, trad. di Umberto Gandini, in Racconti, Milano, Feltrinelli, 1988.
- 1975-1981 - Il ribelle, trad. di Umberto Gandini, in Racconti, Milano, Feltrinelli, 1988.
- 1976 - La morte della Pizia (Das Sterben der Pythia, in Der Mitmacher. Ein Komplex, Text der Komödie, Dramaturgie, Erfahrungen, Berichte, Erzählungen), trad. di Umberto Gandini, in Racconti, Milano, Feltrinelli, 1988; trad. di Renata Colorni, Milano, Adelphi, 1988.
- 1976 - Zusammenhänge. Ein Essay über Israel. Eine Konzeption, Arche, Zürich.
- 1978 - Friedrich Dürrenmatt Lesebuch. Arche, Zürich.
- 1978 - Mister X macht Ferien. Fragment, Diogenes, Zürich.
- 1981 - Stoffe; nuova ed. riveduta, in Labyrinth. Stoffe I–III, 1990.
- 1985 - Minotauro. Una ballata (Minotaurus. Eine Ballade), trad. di Umberto Gandini, in Racconti, Milano, Feltrinelli, 1988; Milano, Marcos y Marcos, 1997.
- 1986 - Der Auftrag oder Vom Beobachten des Beobachters der Beobachter. Novelle in 24 Sätzen, Diogenes, Zürich.
- 1990 - Turmbau. Stoffe IV–IX, Diogenes, Zürich.

### Opere teatrali
- Sta scritto (Es steht geschrieben, 1947), trad. di Stefano Giordani, in Teatro, a cura di Eugenio Bernardi, Biblioteca della Pléiade, Einaudi, Torino, 2002.
- Der Blinde, 1948.
- Romolo il Grande (Romulus der Große, 1949), trad. di Aloisio Rendi, in Teatro, Collana Supercoralli, Einaudi, Torino, 1975; poi in Romolo il Grande, Marcos y Marcos, Milano, 2006.
- Il matrimonio del signor Mississippi (Die Ehe des Herrn Mississippi, 1952), trad. di Aloisio Rendi, Einaudi, Torino, 1960; Marcos y Marcos, Milano, 2018.
- Un angelo giunge a Babilonia (Ein Engel kommt nach Babylon, 1953) trad. di Aloisio Rendi, in Teatro, Einaudi, Torino, 1975; poi in Un angelo a Babilonia, Marcos y Marcos, Milano, 2014.
- La visita della vecchia signora (Der Besuch der alten Dame, 1956), trad. di Aloisio Rendi, Feltrinelli, Milano, 1959; in Teatro, Einaudi, Torino, 1975.
- Abendstunde im Spätherbst, 1956.
- Die Panne, 1957.
- Es geschah am hellichten Tag, 1958.
- Franco Quinto. Commedia di una banca (Frank der Fünfte, 1959), trad. di Aloisio Rendi, Marcos y Marcos, Milano, 2012.
- I fisici (Die Physiker, 1962), trad. di Aloisio Rendi, Einaudi, Torino, 1972.
- Herkules und der Stall des Augias, 1963.
- La meteora (Der meteor, 1966), trad. di Aloisio Rendi, in Teatro, Einaudi, Torino, 1975.
- Die Wiedertäufer, 1967.
- König Johann nach Shakespeare, 1968.
- Play Strindberg, 1969.
- Porträt eines Planeten, 1970.
- Titus Andronicus. Eine Komödie nach Shakespeare, 1970.
- Il complice (Der Mitmacher, 1976), trad. di Emilio Castellani, Einaudi, Torino, 1982.
- La dilazione (Die Frist, 1975), trad. di Italo Alighiero Chiusano, Einaudi, Torino, 1979.
- Dichterdämmerung, 1980.
- Achterloo (1983), trad. di Stefano Giordani, in Teatro, Einaudi, Torino, 2002.
- Rollenspiele, 1986.
- Achterloo IV, 1988.

#### Edizioni complessive italiane
- Teatro, Collana Supercoralli, Torino, Einaudi, 1975.
- Teatro, a cura di Eugenio Bernardi, Introduzione di Heinz Ludwig Arnold, Biblioteca della Pléiade, Torino, Einaudi, 2002, ISBN 978-88-446-0058-7.

### Radiodrammi
- Il processo per l'ombra dell'asino (Der Prozess um des Esels Schatten)
- Colloquio notturno con un uomo disprezzato
- Ercole e le stalle di Augia
- Operazione Vega
- In panne
- Sera d'autunno
- Stranitzky e l'eroe nazionale
- Il sosia

#### Edizione italiana
- Radiodrammi, traduzione di I.A. Chiusano, Ippolito Pizzetti e Aloisio Rendi, Introduzione di Italo Alighiero Chiusano, Collezione di teatro n.245, Torino, Einaudi, 1981, ISBN 978-88-065-1466-2.

### Saggi
- Lo scrittore nel tempo. Scritti su letteratura, teatro e cinema, Torino, Einaudi, 1982.
- I dinosauri e la legge. Una drammaturgia della politica, a cura di Eugenio Bernardi, Collana Contemporanea n.34, Torino, Einaudi, 1995, ISBN 978-88-061-3655-0.

### Pubblicazioni postume
- Midas oder Die schwarze Leinwand, Diogenes, Zürich 1991, ISBN 3-257-01885-1.
- Kants Hoffnung. Zwei politische Reden. Zwei Gedichte aus dem Nachlass. Mit einem Essay von Walter Jens, Diogenes, Zürich 1991, ISBN 3-257-01890-8.
- Gedankenfuge. Essays, Erzählungen und Fragmente aus dem Nachlass. Diogenes, Zürich 1992, ISBN 3-257-01888-6.
- Das Mögliche ist ungeheuer. Ausgewählte Gedichte. Diogenes, Zürich 1993, ISBN 3-257-01946-7.
- Skizzenbuch. Engel, Teufel und so weiter. Hrsg. v. Charlotte Kerr u. Ted Scapa. Benteli, Wabern 1994, ISBN 3-7165-0939-6.
- Gespräche 1961–1990 in vier Bänden. Hrsg. v. Heinz Ludwig Arnold. Diogenes, Zürich 1996, ISBN 3-257-06111-0.
- Briefwechsel, con Max Frisch, Hrsg. v. Peter Rüedi. Diogenes, Zürich 1998, ISBN 3-257-06174-9.
- Das Nashorn schreibt der Tigerin. Bild-Geschichten. Hrsg. v. Charlotte Kerr. Erker, St. Gallen 2001, ISBN 3-905546-51-5.
- Dipinti e disegni, traduzione di Anna Ruchat, Bellinzona, Edizioni Casagrande, 2003, ISBN 978-88-771-3396-0. [con 3 scritti inediti]
- Der Schachspieler. Ein Fragment. Ill. v. Hannes Binder. Officina Ludi, Großhansdorf 2007, ISBN 978-3-00-022105-7.
- Das Stoffe-Projekt. Textgenetische Edition in fünf Bänden, aus dem Nachlass hrsg. v. Ulrich Weber und Rudolf Probst, Diogenes, Zürich 2021, ISBN 978-3-257-07101-6.

## Adattamenti cinematografici e televisivi
- Dal romanzo La promessa nel 1958 è stato tratto il film Il mostro di Mägendorf, di Ladislao Vajda, nel 1990 il film Szurkulet del regista Gyorgy Feher e nel 2001 quello omonimo, diretto da Sean Penn con Jack Nicholson. Nel 1979 è stato tratto anche lo sceneggiato televisivo La promessa di Alberto Negrin con Rossano Brazzi.
- In Italia, dalle opere di Dürrenmatt sono stati realizzati alcuni sceneggiati televisivi: oltre a La visita della vecchia signora (con Sarah Ferrati), nel 1962 dal radiodramma Operazione Vega, nel 1971 Romolo il grande, e nel 1972 Il giudice e il suo boia e Il sospetto, tratti dagli omonimi romanzi, entrambi interpretati da Paolo Stoppa nella parte del commissario Bärlach.
- Nel 1972, dal racconto La panne. Una storia ancora possibile, è stato liberamente tratto il film di Ettore Scola La più bella serata della mia vita, con Alberto Sordi. Nel 2008 è stato riportato in teatro da Gianmarco Tognazzi per la regia di Armando Pugliese.
- Dal romanzo Il giudice e il suo boia nel 1975 è stato tratto il film Assassinio sul ponte, di Maximilian Schell con Jacqueline Bisset e Jon Voight, e con la partecipazione straordinaria dello stesso Friedrich Dürrenmatt.
- Dal dramma per il teatro La visita della vecchia signora, nel 1964 Bernhard Wicki ha tratto il film La vendetta della signora, con Ingrid Bergman, Anthony Quinn e Romolo Valli.

## Citazioni letterarie
Nel romanzo Il diavolo e la signorina Prym dello scrittore sudamericano Paulo Coelho vengono citati Friedrich Dürrenmatt e la rappresentazione della sua opera teatrale La visita della vecchia signora. "Lascia che ti dica di quale opera teatrale sto parlando: 'Una donna che, dopo essere diventata ricca, torna nella sua cittadina solo per umiliare e distruggere l'uomo che l'aveva respinta quando era giovane. La sua vita, il suo matrimonio, il suo successo finanziario erano stati motivati solo dal desiderio di vendicarsi del primo amore'" (Milano, Bompiani, 2000, pagg. 24/25).
L'opera di Leonardo Sciascia Una storia semplice reca in esergo la citazione: "Ancora una volta voglio scandagliare scrupolosamente le possibilità che forse ancora restano alla giustizia."  Friedrich Dürrenmatt, Giustizia.

## Premi e riconoscimenti
Nel 1986 Dürrenmatt vince il Premio Mondello come "autore straniero" con il romanzo Giustizia.